# Субъектность
Субъе́ктность — свойство индивида быть субъектом активности; применительно к человеку — способность выступать агентом (субъектом) действия, быть независимым от других людей. Существует множество толкований этого термина: либо с точки зрения гуманистической, либо естественнонаучной (гуманитарной парадигмы).

## Определение субъектности
Впервые термин «субъектность» употребил А. Н. Леонтьев в работе «Деятельность. Сознание. Личность» в 1975 году. Под «субъектностью» Леонтьев понимает определённый набор качеств человека, которые характеризуют сферу его деятельностных способностей, его способность к самодетерминации, творческой активности и др.
Наиболее точным аналогом в зарубежной психологии является слово англ. agency, которое вошло в лексикон с 1980-х годов. Оно обозначает способность человека быть агентом (субъектом), то есть активно действующим лицом, движущей силой действия.
По одному из определений, agency — это «осуществленная возможность людей воздействовать на их мир, а не только познавать его и приписывать ему личную или интерсубъективную значимость. Эта способность представляет собой присущую людям силу действовать целенаправленно и рефлексивно, находясь между собой в более или менее сложных взаимоотношениях, корректируя и переделывая мир, в котором они живут, в обстоятельствах, в которых они могут считать желательными и возможными разные направления действий, хотя не обязательно под одним и тем же углом зрения» .
К наиболее признанным относится теория Р. Харре, который считает: «Наиболее общим требованием к любому существу, чтобы его можно было считать субъектом, является то, чтобы оно обладало определённой степенью автономии. Под этим я подразумеваю, что его поведение (действия и акты) не полностью детерминированы условиями его непосредственного окружения». Полноправный субъект (agent), считает Харре, умеет дистанцироваться как от воздействия окружения, так и от тех принципов, на которых основывалось поведение до настоящего момента. «Человек является совершенным субъектом по отношению к определённой категории действий, если и тенденция действовать, и тенденция воздерживаться от действия в его власти».

## Характеристики субъектности
Согласно С. Л. Рубинштейну, субъектность трактуется как способность человека производить изменения в мире и в себе самом. Эта способность формируется в ходе исторического и индивидуального развития. Субъекта в данном случае характеризуют такие качества, как активность, способность к развитию и интеграции, самодетерминации, саморегуляции, самодвижению и самосовершенствованию.
Е. Н. Волкова определяет субъектность через категорию «отношение»: отношение к себе как к деятелю и такое же отношение другим людям. С ней согласен В. Н. Мясищев, который считает такие отношения «сердцевиной» человеческой жизни, потому что именно в них проявляются цели человека, его чувства к другому, уровень способностей во время взаимодействия с другими людьми.
И. В. Дуденкова указывает также на принцип автономии разума и принцип рефлексии.
А. Г. Асмолов рассматривает субъектность как характеристику деятельности, выражающую её внутренний смысл. Для Асмолова субъектность тесно связана с мотивацией.
А. Н. Ильин пишет о том, что субъектность находится в общем онтологическом пространстве со свободой и ответственностью.
В. И. Слободчиков видит в субъектности способность человека управлять своими действиями, реально-практически преобразовывать свою деятельность, планировать способы действий, реализовывать программы, контролировать ход и оценивать результаты своих действий.
С. С. Кашлев и С. Н. Глазачев подразумевают под субъектом «носителя предметно-практической деятельности и познания в той мере, в какой он включается посредством реальной деятельности в процесс непосредственного преобразования и познания окружающей действительности».
Современный психолог М. Н. Цыганкова рассматривает субъектность как ведущий фактор личностного и профессионального самоопределения в юношеском возрасте. Согласно её рекомендациям, формирование и развитие субъектности в рамках профориентационных мероприятий значительно повышает их эффективность.
Определяя субъектность как интегративную характеристику личности, отражающую способность к самодетерминации, М. Н. Цыганкова отмечает, что в профессиональном самоопределении данная характеристика представляет способность самостоятельно направлять и определять (детерминировать) своё профессиональное развитие. Высокий уровень субъектности в сфере профессионального самоопределения, согласно её исследованиям, выражается в следующих характеристиках:
- самостоятельная постановка целей и осмысленность жизни;
- адекватная самооценка и ауторефлексия личных способностей, возможностей, мотивов и профессиональных интересов;
- наличие представлений о стратегии личного будущего и компетентность в средствах её достижения;
- сформированные профессиональные предпочтения и планы, знание путей их реализации и особенностей приоритетных сфер профессиональной деятельности;
- способность осуществлять подготовку и достижение профессиональной самореализации путем активной и творческой деятельности;
- саморегуляция на основе интернального локуса контроля;
- опосредованность внешних факторов самоопределения автономностью личности.

И. А. Серёгина предлагает структуру субъектности, которая включает в себя сознательную творческую активность, способность к рефлексии, осознание собственной уникальности, понимание и принятие другого.

## Модели субъектности
Продуктивная субъектность (англ. productive agency)Д. Шварц связывает продуктивность и субъектность. По его мнению, чтобы произошла коллаборация, люди не обязаны коммуницировать: даже если они говорят на разных языках, они могут успешно работать вместе. А мотивация к коллаборации возникает постольку, поскольку они могут проявить свою субъектность через участие в продуктивной деятельности..
Разъединённая субъектность (англ. disjoint agency)Х. Р. Маркус и С. Китаяма пишут, что модели разъединённой субъектности на первое место выступает личностная автономия, локализованная в самом индивиде. Эта модель, по их мнению, «является не общей моделью мотивации, а моделью, преимущественно смыслами и жизненными практиками, типичными для контекстов жизни европейско-американского среднего класса» .
Соединённая субъектность (англ. conjoint agency)При соединённой субъектности на первый план выступает взаимосвязь индивидуальных субъектов. Становление субъектности в данной модели основывается на усвоении определённых культурных моделей. Причём это не обязательно должны быть этнонациональные образования. Маркус и Китаяма, исследовав формирование идентичности на страницах американских журналов, обнаружили, что издания для людей с высшим образованием продвигают модель разъединённой субъектности, а те СМИ, которые ориентированы на среднее образование — соединённую субъектность.

## Субъектность и субъективность
А. К. Оснинский, разводя понятия «субъективный» и «субъектный», говорит, что субъективное представляет целостную онтологическую характеристику бытия человека, а субъектное — характеристику активности, поэтому может рассматриваться как одна из граней субъективности.
В. И. Слободчиков и Е. И. Исаев определяют субъективность как базовую категорию, устанавливающую общий принцип существования человеческой реальности, а субъектность представляет собой «социальный, деятельно-преобразующий способ бытия человека». Таким образом, «субъектность есть центральное образование человеческой субъективности».